# Hans-Georg Tutschek
Hans-Georg Tutschek (* 18. September 1941 in Wien) ist ein ehemaliger österreichischer Fußballspieler. Für Eintracht Frankfurt hat der Angreifer in der zweiten Saison der Fußball-Bundesliga 1964/65 sieben Spiele (3 Tore) absolviert. In der zweitklassigen Fußball-Regionalliga Süd hat der zumeist am Flügel eingesetzte Stürmer bei den Vereinen FC Bayern Hof (1966/67) und KSV Hessen Kassel (1967/68) insgesamt 51 Zweitligaspiele mit 14 Toren im deutschen Fußball noch folgen lassen. Mit Hof gewann Tutschek die Vizemeisterschaft und zog in die Bundesligaaufstiegsrunde 1967 ein, wo er alle acht Spiele mit der Mannschaft vom Stadion Grüne  Au bestritt. In Österreich wird er bei den Vereinen Rapid Wien, 1. Wiener Neustädter SC, Wacker Innsbruck, SW Bregenz, Wacker Wien und First Vienna Wien mit insgesamt 95 Ligaeinsätzen und 23 Toren notiert. Als Rapid 1963/64 die Meisterschaft gewann, hat Tutschek zwei Spiele absolviert.

## Sportliche Laufbahn
Bereits in seiner Jugend spielte er an der Seite des späteren österreichischen Bundeskanzlers Franz Vranitzky Basketball, erkannt aber schon bald, dass er mit einer Größe von 1,72 m eigentlich zu klein dafür war und entschied sich für eine Fußballerkarriere. Nach einigen Jahren beim Wiener AC startete Tutschek seine höherklassige Laufbahn als Fußballer in der Saison 1961/62 bei Rapid Wien mit drei Ligaeinsätzen. 1962/63 folgte lediglich ein Einsatz, ehe er in der dritten Saison 1963/64, nach zwei weiteren Einsätzen zum Neustädter SC verliehen wurde, wo er dann unter Adolf Patek in zehn Spielen drei Tore erzielte. Zur Saison 1964/65 wurde der Österreicher nach Vermittlung von Joschi Walter vom Bundesligisten Eintracht Frankfurt unter Vertrag genommen; die Eintracht hatte im Debütjahr 1963/64 mit Wilhelm Huberts sehr gute Erfahrung gemacht und hoffte neben Tutschek mit Peter Blusch und Georg Lechner weitere Verstärkungen nach Frankfurt geholt zu haben. Auch hätte er die Möglichkeit gehabt zum FC Bayern München zu wechseln. Unter Trainer Ivica Horvat debütierte der Mann aus Österreich, der zugleich der erste Wiener und der zweite Österreicher in der deutschen Bundesliga war, ausgerechnet bei einer sensationellen 0:7-Heimniederlage gegen den Karlsruher SC in der Bundesliga: Am 19. September 1964 verlor die Eintracht mit 0:7 gegen die Gäste aus Baden und der Angriff des Gastgebers mit Tutschek, Horst Trimhold, Erwin Stein, Huberts und Helmut Kraus konnte sich dabei ebenso wenig wie die Abwehr mit Ruhm bekleckern. Die Gäste führten zur Halbzeit bereits mit 5:0, ehe Abwehrstratege Gustav Witlatschil mit zwei verwandelten Elfmetern den Endstand herstellte. Danach war erstmals Pause für Tutschek angesagt; der zweite Bundesligaeinsatz wurde dem Stürmer erst am 19. Spieltag, dem 23. Januar 1965, bei einem Heimspiel gegen den Meidericher SV zugestanden. Tutschek hatte aber auch hier kein Glück, die „Zebras“ aus der Wedau setzten sich mit einem 3:2-Sieg in Frankfurt durch, da half auch die 1:0-Führung von Tutschek aus der 51. Minute wenig. Mit seinem siebten Bundesligaeinsatz am 30. April 1965 bei einem Heimspiel gegen den VfB Stuttgart (2:3), verabschiedete sich Tutschek von Frankfurt und der Bundesliga.
Den Angreifer zog es wieder in seine Heimat, er spielte 1965/66 bei Wacker Innsbruck, belegte mit dem Team vom Tivoli-Stadion den 8. Rang in der Nationalliga und hatte dabei in 23 Einsätzen drei Tore erzielt. Jetzt zog es Tutschek wieder nach Deutschland, er unterschrieb zur Runde 1966/67 beim FC Bayern Hof in der zweitklassigen Regionalliga Süd einen neuen Vertrag. Mit Siegfried Stark, Walter Greim, Wolfgang Breuer und Günter Reißer bildete Tutschek dabei zumeist auf Linksaußen einen erfolgreichen Angriff der 81 Tore in der Runde erzielte und damit wesentlich dazu beitrug, dass Hof unter Trainer Heinz Elzner überraschend die Vizemeisterschaft hinter den punktgleichen Kickers Offenbach erreichte. Tutschek lief in der Verbandsrunde in 26 Spielen auf und erzielte neun Tore, „Bobby“ Breuer ragte als Mittelstürmer mit 28 Treffern heraus. In der Aufstiegsrunde setzte Trainer Elzner in allen acht Begegnungen gegen Schwarz-Weiß Essen, Hertha BSC, Borussia Neunkirchen und Arminia Hannover auf den Österreicher, zum Aufstieg reichte es aber nicht. Aber auch in Hof verabschiedete sich der Angreifer bereits nach einer Runde: 1967/68 jagte er im Auestadion bei Hessen Kassel dem Leder nach. Da war es kein Rennen um die Meisterschaftsplätze, die „Löwen“ belegten den 8. Rang und Tutschek hatte an der Seite von Mitspielern wie Heinrich Dittel und Rolf Fritzsche in 25 Einsätzen fünf Tore erzielt.
Jetzt ging es wieder in die Heimat zurück: Über die Stationen SW Bregenz und Wacker Wien, beendete Tutschek nach der Saison 1971/72 beim First Vienna FC mit fünf Ligaeinsätzen und einem Tor seine höherklassige Laufbahn. In weiterer Folge betätigte er sich als Trabrennfahrer, war Präsident des Golf Club Wien, dem ältesten Golfclub Österreichs, und baute sich als Unternehmer eine Existenz auf.